# په فرهاخن
په فرهاخن (انگلیسی: Pé Verhaegen; ۲۰ فوریهٔ ۱۹۰۲ – ۵ آوریل ۱۹۵۸) دوچرخه‌سوار اهل بلژیک بود.